# Òpera de Sydney
L'Òpera de Sydney (Sydney Opera House en anglès) és un un centre d'arts escèniques amb múltiples sales de Sydney, Nova Gal·les del Sud, Austràlia. Situat a la costa del port de Sydney, és considerat com un dels edificis més famosos i distintius del món i una obra mestra de l'arquitectura del segle xx.
Dissenyat per l'arquitecte danès Jørn Utzon, però completat per un equip d'arquitectes australià encapçalat per Peter Brian Hall, l'edifici va ser inaugurat formalment per la reina Isabel II el 20 d'octubre de 1973, 16 anys després de la selecció d'Utzon de 1957 com a guanyador d'un concurs internacional de disseny. El govern de Nova Gal·les del Sud, dirigit pel primer ministre, Joseph Cahill, va autoritzar que les obres comencessin el 1958 amb Utzon al capdavant. La decisió del govern de construir el disseny d'Utzon sovint es veu eclipsada per les circumstàncies posteriors, com l'encariment progressiu i la mala planificació, així com la renúncia definitiva de l'arquitecte.
L'edifici consta de múltiples sales d'actuació, que juntes acullen més de 1.500 actuacions anuals, a les quals assisteixen més d'1,2 milions de persones. Les actuacions són interpretades per nombrosos artistes, amb moltes companyies residents com l'Òpera d'Austràlia, la Companyia de Teatre de Sydney i la Orquestra Simfònica de Sydney. És una de les atraccions de visitants més populars d'Austràlia, visitada per més de vuit milions de persones cada any, i aproximadament 350.000 visitants fan una visita guiada per l'edifici cada any. L'edifici és gestionat pel Sydney Opera House Trust, una agència del govern de l'estat de Nova Gal·les del Sud.
L'any 2007 fou inclòs en la llista de bens del Patrimoni de la Humanitat de la UNESCO. Abans havia estat inclòs a l'ara desaparegut Registre de Patrimoni Nacional des de 1980, el registre del National Trust of Australia des de 1983, l'Inventari del Patrimoni de la Ciutat de Sydney, des de l'any 2000, el Registre del Patrimoni Estatal de Nova Gal·les del Sud des del 2003 i la Llista del Patrimoni Nacional d'Austràlia des del 2005. L'Òpera també va ser finalista a la llista de campanya New7Wonders of the World.

## Descripció
L'edifici està col·locat damunt d'una plataforma. Les difícils i complicades solucions estructurals van disparar el cost del projecte, provocant quasi la fallida del govern de Nova Gal·les del Sud. Tot el llarg procés de construcció (16 anys) va generar nombrosos enfrontaments entre els representants polítics i l'arquitecte, que va acabar dimitint de la direcció del projecte.
La Casa de l'Òpera de Sydney és una construcció expressionista i amb un disseny radicalment innovador, conformat per una sèrie de grans petxines prefabricades, cadascuna presa de la mateixa semiesfera, que formen les teulades de l'estructura. El Teatre de l'Òpera cobreix 1,8 hectàrees. Té 185 metres de llarg i al voltant de 120 metres d'amplada màxima. Es recolza en 580 pilars enfonsats fins a una profunditat de 25 metres sota el nivell de la mar. El seu consum elèctric és equivalent al d'una ciutat de 25.000 persones. L'energia és distribuïda per 645 quilòmetres de cable.
Encara que a les estructures de les teulades de l'Òpera de Sydney se les anomena comunament com closques, aquestes de fet són panells prefabricats de formigó que es recolzen en costelles prefabricades del mateix material.
Les closques estan recobertes amb 1.056.006 rajoles de colors blanc brillant i crema mat, formant un tènue patró en "V" invertida (xebró); encara que vistes des de la distància semblen de color blanc uniforme. Les rajoles van ser fabricades per l'empresa sueca Höganäs AB i encara que estan dissenyades perquè es netegin soles, es realitza un manteniment periòdic de neteja. Per mantenir la uniformitat del color de la closca es reutilitzen i reparen les mateixes rajoles que s'han desprès amb el pas dels anys. Durant 2015 van caure tot just 40 rajoles, de manera que la mitjana de reparació és molt baix.
Els dos grups majors de voltes que conformen el sostre de teatre pertanyen cadascun a la Sala de Concerts (Concert Hall) i al del Teatre de l'Òpera (Opera Theater). Els altres salons tenen com a sostre les agrupacions més petites de voltes. L'escala de les closques va ser triada per reflectir les necessitats d'altura a l'interior, amb espais baixos en l'entrada que s'eleven sobre les zones de seients fins a arribar a les altes torres d'escena.
L'interior de l'edifici està construït en granit rosa extret de la regió de Tarana, fusta i contraxapat provinent de Nova Gal·les de Sud.
L'edifici es troba al districte de Central Business District (CBD). L'estació d'accés més propera és Circular Quay Station. Altres accessos són la terminal del ferri i la terminal d'autobús.

### Espais

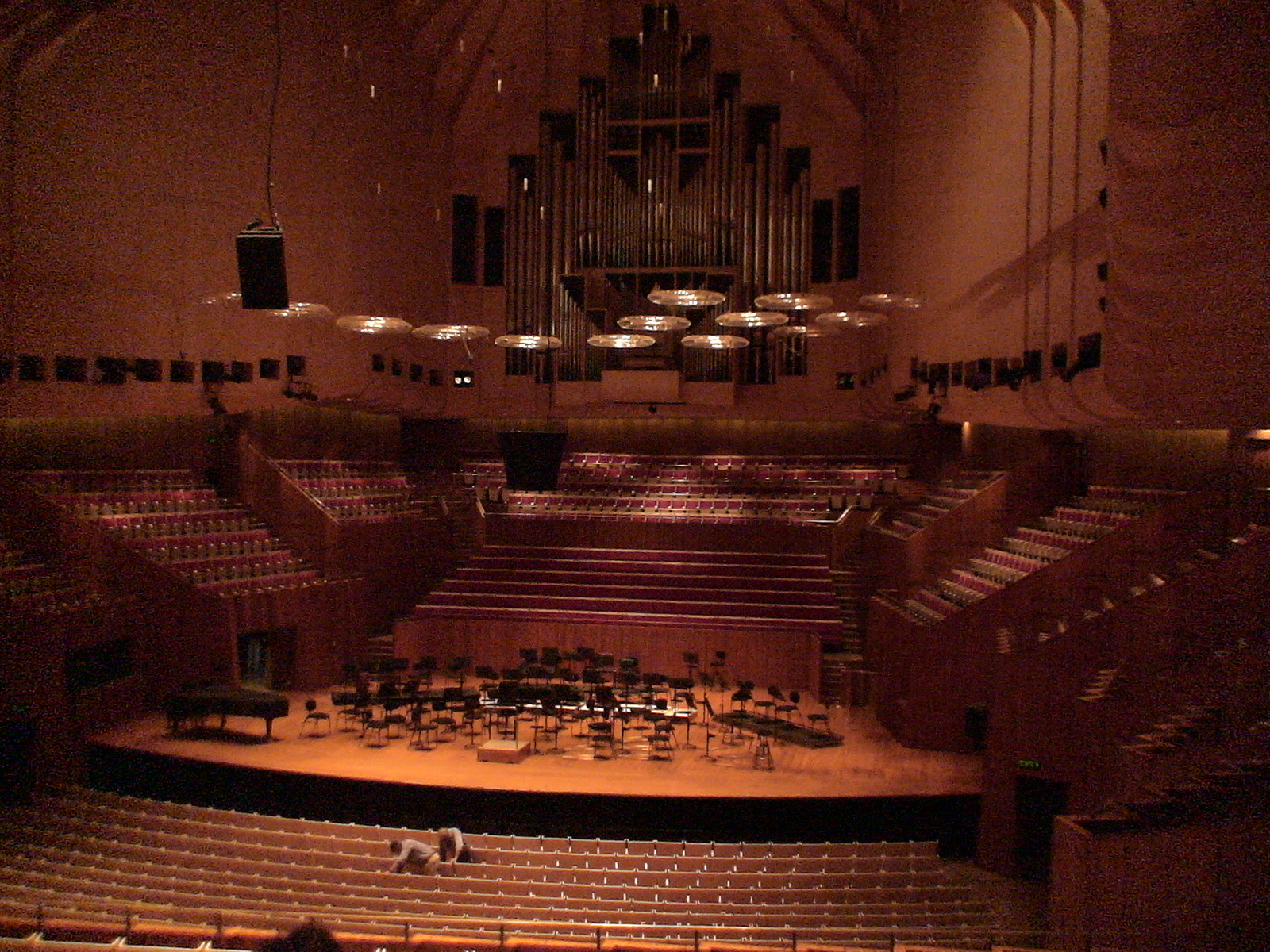
El teatre de concerts i el gran orgue.

La Casa de l'Òpera de Sydney conté cinc teatres, cinc estudis d'assajos, dues sales principals, quatre restaurants, sis bars i nombroses botigues de records.
Els cinc teatres són els següents:
- El Concert Hall o Sala de Concerts, amb 2.679 seients. Conté el magnífic orgue de l'Òpera de Sydney, l'orgue mecànic més gran de món, amb uns 10.000 tubs.[19]
- L'Opera Theatre o Teatre d'Òpera, amb 1.507 seients.[20] És l'espai principal de la companyia Òpera d'Austràlia; també és utilitzat per la Companyia Australiana de Ballet.[21][22]
- El Drama Theatre o Teatre dramàtic, amb 544 seients.
- La Sala de Música, amb 398 seients.
- El Studio Theatre, amb 364 seients.[16]

A més de produccions de teatre, les instal·lacions de la Casa de l'Òpera de Sydney també s'utilitzen per altres tipus d'actes, com ara casaments, festes i conferències. Per a aquest tipus d'esdeveniments el teatre posseeix les següents sales menors:
- Sala d'enregistraments
- Sala d'exposicions
- Sala de recepció

## Història
A finals de la dècada de 1940 Eugene Goossens, el director del New South Wales State Conservatorium of Music, va pressionar per disposar d'un lloc adequat per a grans produccions teatrals, doncs el lloc habitual per a aquestes produccions, l'Ajuntament de Sydney, no es considerava prou gran. El 1954, Goossens va aconseguir el suport de Joseph Cahill, primer ministre de Nova Gal·les del Sud, que va demanar dissenys per a un teatre d'òpera dedicat. També va ser Goossens qui va insistir que Bennelong Point fos el lloc: Cahill havia volgut que fos a l'estació de tren de Wynyard o prop de l'estació de tren al nord-oest del Districte financer.
Cahill va llançar un concurs internacional de disseny el 13 de setembre de 1955 i va rebre 233 inscripcions, que representaven arquitectes de 32 països. Els criteris especificaven una sala gran amb capacitat per a 3.000 persones i una sala petita per a 1.200 persones, cadascuna per a diferents usos, incloent òperes a gran escala, concerts orquestrals i corals, reunions massives, conferències, actuacions de ballet i altres presentacions.
El guanyador, anunciat el 1957, va ser Jørn Utzon, un arquitecte danès. Es van rebutjar 30 altres projectes. El segon classificat va ser un equip de Filadèlfia format per Robert Geddes i George Qualls, tots dos professors de l'Escola de Disseny de la Universitat de Pennsilvània. Van reunir un grup de professors de Penn i amics de les oficines d'arquitectura de Filadèlfia, com Melvin Brecher, Warren Cunningham, Joseph Marzella, Walter Wiseman i Leon Loschetter. Geddes, Brecher, Qualls i Cunningham van fundar el despatx GBQC Architects. El gran premi va ser de 5.000 lliures australianes. Utzon va visitar Sydney el 1957 per ajudar a supervisar el projecte. La seva oficina es va traslladar a Palm Beach, Sydney el febrer de 1963.